# آيت واعلف (داو تقديمت)
آيت واعلف هو دُوَّار يقع بجماعة تيلوكيت، إقليم أزيلال، جهة بني ملال خنيفرة في المملكة المغربية. ينتمي الدوّار لمشيخة داو تقديمت التي تضم 6 دواوير. يقدر عدد سكانه بـ 267 نسمة حسب الإحصاء الرسمي للسكان والسكنى لسنة 2004.

## وصلات خارجية
- البوابة الوطنية للجماعات الترابية
- المندوبية السامية للتخطيط